# 聖トマス (ラ・トゥール、ルーヴル美術館)
『聖トマス』（せいトマス、仏: Saint Thomas、英: Saint Thoma）は、17世紀フランスの巨匠ジョルジュ・ド・ラ・トゥールが1634-1638年ごろ、キャンバス上に油彩で制作した絵画である。画面上部右端に「Georguis De La Tour fecit」というラ・トゥールの署名があり、1950年に新たに画家の作品として公表された。1940年以前にド・リュイリエ侯爵 (Marquis de Ruillié) のガルランド (Gallerande) 城 (フランス北西部サルト県) に所蔵されていた作品で、後に侯爵の孫娘のA・ド・リュイリエ氏に遺贈された。1985年に彼女が死去した際、マルタ騎士団に遺贈されたが、広く募金活動を行い、3200万フランを提示したパリのルーヴル美術館が1988年に購入した。以来、同美術館に展示されている。

## 作品

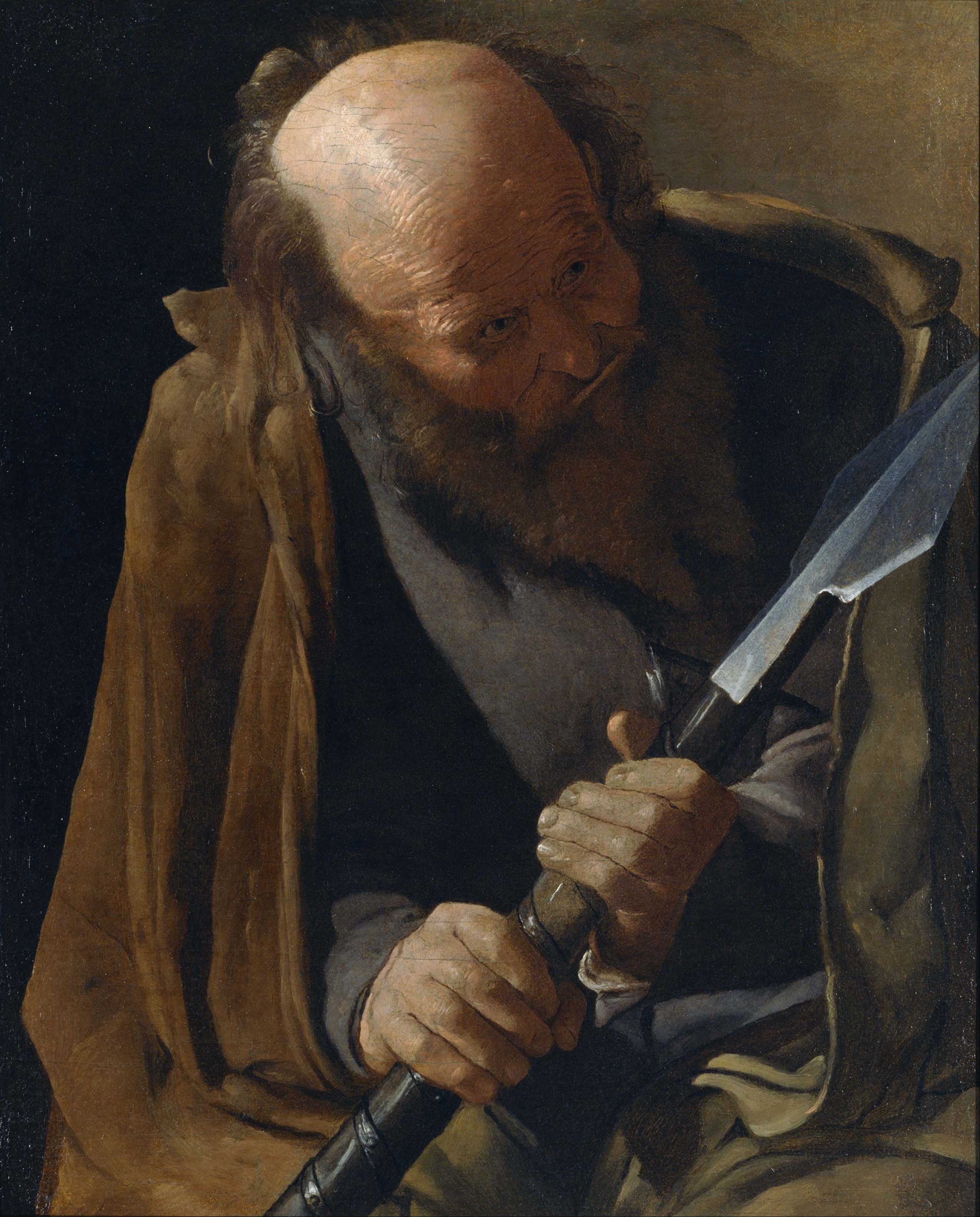
ジョルジュ・ド・ラ・トゥール『聖トマス』 (17世紀)、国立西洋美術館、東京

この絵画はトゥールーズ＝ロートレック美術館 (アルビ) にあるラ・トゥールの使徒連作に様式的に類似しているが、この連作には属していない。トマスという名の個人が守護聖人を讃えるために注文した礼拝用の絵画であったと考えられる。なお、連作の一部であった、本作と同主題の『聖トマス』は現在、東京の国立西洋美術館に所蔵されている。
聖トマスは12使徒の1人で、福音書記者たちによると、彼はイエス・キリストの復活という神秘に懐疑を持っていた。そこで、トマスを得心させるために、キリストは十字架上で処刑された際に槍の一突きで受けた傷口を彼に触らせた。ヤコブス・デ・ウォラギネの『黄金伝説』によれば、トマスはその後インドで建築家となり、インド国王ゴンドルフォルス (Gondolforus) の異教の司祭たちに槍で突き刺されて亡くなったという。そのことから、彼のアトリビュート (人物を特定する事物) はキリストと彼に関わる槍となっている。
この絵画のトマスは右手に槍を、左手に聖書を持っている。聖書はおそらく福音書であり、彼がその教えを世に広めることに貢献した書物であることから、これも彼のアトリビュートとなっている。トマスは年老いており、皺の寄った小さな目はおそらく不信仰ゆえの盲目を表しているが、真理の物理的象徴 (槍) と精神的象徴 (書物) は明白である。半身のトマスを表した図像は、厳格な幾何学的構図の中で非常に単純化されている。色彩も青灰色と肌色に制限されており、肌色は衣服の色に溶け合うまで色調を落としている。ラ・トゥールの「白昼」の作品に特有の冷たい太陽の光が空間を暗い部分と明るい部分に分けており、トマスの爪や丸い小さなボタン、槍の鉄の刃を照らしている。